# Hans Peterson
Hans Karl Axel Peterson, född 26 oktober 1922 i Värings församling i Skaraborgs län, död 16 augusti 2022 i Brunnby distrikt i Skåne län, var en svensk författare.

## Biografi
Peterson arbetade som elektriker fram till 1945 då han debuterade med barnboken Stina och Lars på vandring som vann andra pris i Rabén & Sjögrens pristävling där Astrid Lindgren vann första pris med Pippi Långstrump. Därefter var han författare på heltid. Peterson skrev framför allt barn- och ungdomsböcker men även romaner och noveller för vuxna, barnoperan Marknadspojken till musik av Joseph Haydn, pjäser, radioserier samt artiklar och essäer i pressen. Han var starkt engagerad i genren lättläst, både för personer med svenska som andraspråk och dem med neuropsykiatriska funktionsnedsättningar. Peterson har även bearbetat klassiker som Conan Doyles Sherlock Holmes-berättelser för lättläst-utgivning.
Peterson var ordförande i Skånes författarsällskap 1962–1967 och Göteborgs författarsällskap 1974–1975 samt blev ledamot av Kungliga Vetenskaps- och Vitterhets-Samhället i Göteborg 1978. Det tidigare utdelade Hans Petersonstipendiet var uppkallat efter honom.
Hans Peterson tog sitt liv 2022, 99 år gammal.

## Filmografi (manus)
- 1963 – Här kommer Petter (TV-serie)
- 1963 – Petter kommer igen (TV-serie)
- 1964 – Petter klarar allt! (TV-serie)
- 1966 – En småstad vid seklets början (TV-serie)
- 1967 – Magnus (TV-serie)
- 1968 – Slättemölla by (TV-serie)
- 1973 – Pelle Jansson (TV-serie)
- 1977 – Jakten på Janne (TV-serie)

## Priser och utmärkelser
- 1951 – Eckersteinska litteraturpriset
- 1954 – Tidningen Vi:s litteraturpris
- 1954 – Boklotteriets stipendiat
- 1955 – Svenska Dagbladets litteraturpris
- 1957 – Boklotteriets stipendiat
- 1958 – Nils Holgersson-plaketten för Magnus, Mattias och Mari
- 1959 – Deutscher Jugendliteraturpreis för Magnus och ekorrungen
- 1965 – Litteraturfrämjandets stipendiat
- 1971 – Astrid Lindgren-priset
- 1992 – Stipendium ur Lena Vendelfelts minnesfond
- 1992 – Wettergrens barnbokollon
- 1995 – Hedersdoktor vid Göteborgs universitet [6]